# Швинд, Мориц фон
Мориц Людвиг фон Швинд (нем. Moritz Ludwig von Schwind, 21 января 1804, Вена, Австрия — 8 февраля 1871, Нидерпёккинг, Королевство Бавария) — австрийский и немецкий живописец, акварелист, рисовальщик и литограф позднеромантического периода и бидермайера.

## Биография
Мориц Людвиг фон Швинд имел знатное происхождение. Он родился в семье секретаря Тайной придворной канцелярии Франца Эдлера фон Швинда (1752—1818) и Франциски фон Хольцмейстер (1771—1842), дочери придворного советника Августа Хольцмейстера фон Форстгейма (1742—1806). Она имела австрийское дворянство с 1799 года, а с 1803 года — титул «фон Форстгейм». Отец художника в 1792 году был пожалован званием имперского рыцаря.
Мориц учился в Шотландской гимназии в Вене (при Шотландском монастыре) вместе с будущими писателем Николаусом Ленау и поэтом Эдуардом фон Бауэрнфельдом, а затем продолжил обучение в университете. По примеру отца он должен был стать чиновником, но в 1821 году увлёкся живописью и стал обучаться в венской Академии изобразительных искусств у Иоганна Петера Крафта и Людвига Фердинанда Шнорра фон Карольсфельда.

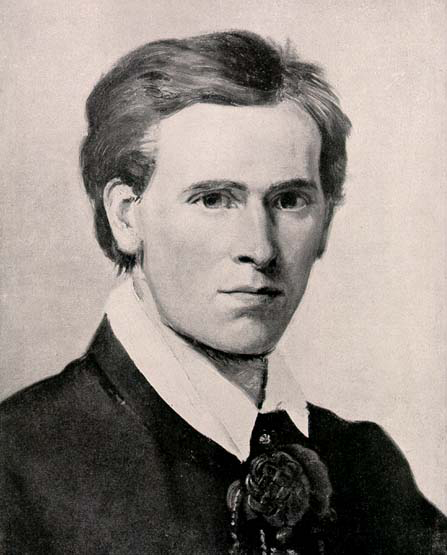
Автопортрет. 1822

В 1828 году по совету Петера фон Корнелиуса Мориц фон Швинд переехал в Мюнхен, где благодаря посредничеству того же Корнелиуса получил заказ на роспись библиотеки баварской королевы по мотивам поэзии Людвига Тика.
После поездки в Италию в 1835 году Мориц фон Швинд создал проект росписи внутренних помещений королевской резиденции — замка Хоэншвангау, повествующей о последних эпизодах жизни Карла Великого. Затем последовали заказы из Саксонии и Бадена, которые принесли ему известность.
В 1840—1844 годах Мориц фон Швинд жил и работал в Карлсруэ. Здесь он познакомился со своей будущей женой — Луизой Закс, дочерью майора, образ которой он запечатлел в своей известной картине «Свадебное путешествие». Другие источники называют в качестве модели фрау фон Мангстль, оперную певицу, которой он восхищался. В Карлсруэ он создал восемь круглых медальонов для зала заседаний Дома сословий Карлсруэ и украсил фресками лестницу и залы первого этажа Государственной художественной галереи — Кунстхалле.
В 1847 году Мориц фон Швинд стал профессором Мюнхенской академии изобразительных искусств (среди его учеников, в частности, был Эдуард Илле). Он читал лекции во Франкфурте и Мюнхене, а по рекомендации Франца фон Шобера получил заказ от наследного великого герцога Веймарского на роспись отреставрированного замка Вартбург недалеко от Айзенаха. Созданные в 1854—1855 годах настенные фрески в Вартбурге, как, например, «Состязание певцов», считаются самыми известными творениями художника. Фрески посвящены различным этапам в истории Тюрингии, например, жизни Елизаветы Тюрингской.
В 1855 году Морицу фон Швинду и его братьям Августу и Францу было присвоено рыцарское звание. картоны для росписей фон Швинд отправил в Глазго и Лондон. В 1866—1867 годах он работал над росписями только построенного здания Венской государственной оперы. Фойе оперы стали впоследствии называть «Швиндово фойе» (Schwind-Foyer). Ложу в опере фон Швинд расписал фресками по мотивам оперы Моцарта «Волшебная флейта», а фойе — по произведениям других композиторов.
Свою последнюю работу — «Цикл Мелюзины» для круглого храма (ротонды) — Швинд закончил за полгода до своей смерти. Теперь они демонстрируются в Австрийской галерее «Бельведер».
Мориц фон Швинд скончался в Нидерпёккинге в 1871 году в возрасте шестидесяти семи лет. Его захоронение находится на Старом Южном кладбище (Alten Südlichen Friedhof) в Мюнхене. С 1874 года его имя носит одна из улочек Вены. Созданный Отмаром Шимковицем в 1909 году памятник в Вене был разрушен в 1945 году и до настоящего времени не восстановлен. Мориц фон Швинд изображен на австрийской почтовой марке 1954 года.
Среди его известных учеников был Людвиг фон Хофманн-Цейц.

## Личная жизнь и творчество
У Морица фон Швинда было пять братьев, среди них: статский советник барон Август фон Швинд (1800—1892) и советник Франц фон Швинд (1806—1877), сыном третьего брата Германа фон Швинда был оперный певец Вольфганг фон Швинд.
В 1842 году Мориц фон Швинд женился на Луизе Сакс (1816—1894), дочери баденского майора Вильгельма Сакса и Фридерике Элизы Вайс. У супругов фон Швинд был сын Герман (1843—1906) и пять дочерей, две из которых рано умерли, выжили: Анна (1844—1891), Мария (1847—1924) и Элен (1855—1949). Дети Марии и её мужа Фердинанда Баурнфайнда стали художниками: Мориц Баурнфайнд (1870—1947) и художница Лена Баурнфайнд (1875—1953). Мужем Элен стал живописец, профессор Пауль фон Равенштейн (1854—1938).
Мориц фон Швинд помимо живописи увлекался музыкой, сам музицировал и был особенно близок с Францем Шубертом (которому он посвятил множество рисунков), Францем фон Шобером, Леопольдом Купельвизером и Францем Грильпарцером и Бонавентурой Дженелли. Причём Шуберт и Шобер разделяли его гомоэротические интересы. В восторженных письмах Шуберту и Шоберу Мориц фон Швинд давал волю своим чувствам и видел в дружбе с ними важную мотивацию своей творческой деятельности.
Он много рисовал для различных альманахов, находил развлечение для своей фантазии в сборниках детских сказок («Kinderfries») и в иллюстрациях к стихотворениям Гёте. В 1839 году в Новой академии Карлсруэ ему было поручено воплощение на фреске идей, высказанных Гёте; он украсил виллу в Лейпциге «Историей Амура и Психеи» и в дальнейшем оправдал своё звание поэта-художника рисунками к «Песни о Нибелунгах» и «Освобождённому Иерусалиму» Тассо, в том числе для стен замка Хоэншвангау.
Мориц фон Швинд, находясь под влиянием монументального стиля Петера фон Корнелиуса, сумел сформировать собственный стиль в качестве варианта поздней немецкой романтики. Его картины по мотивам немецкого фольклора, фантазии на темы шубертовской музыки отличались особенной поэтичностью. Его дружба с Шубертом и увлечение музыкой дали основание для прозвания художника: «Шуберт живописи».
В 1857 году появился его цикл иллюстраций к сказкам братьев Гримм. Швинд посетил Англию, чтобы официально доложить королю Людвигу о сокровищах искусства Манчестера. Он обратился к искусству церковного витража и присоединился к своему старому другу Шнорру фон Карольсфельду в проектах витражей для собора в Глазго. К концу своей карьеры, с подорванным здоровьем и угасающими силами, он снова посетил Вену. К этому времени относятся «цикл» из легенды о Мелюзине и проекты, посвящённые знаменитым музыкантам, которые украшают фойе Нового оперного театра. Корнелиус писал Швинду: «Здесь вы перевели радость музыки в изобразительное искусство». Гений Швинда был лирическим; он черпал вдохновение из рыцарства, фольклора и народных песен; его искусство было декоративным, но «ему подчас не хватало схоластической подготовки и технического мастерства».

## Галерея

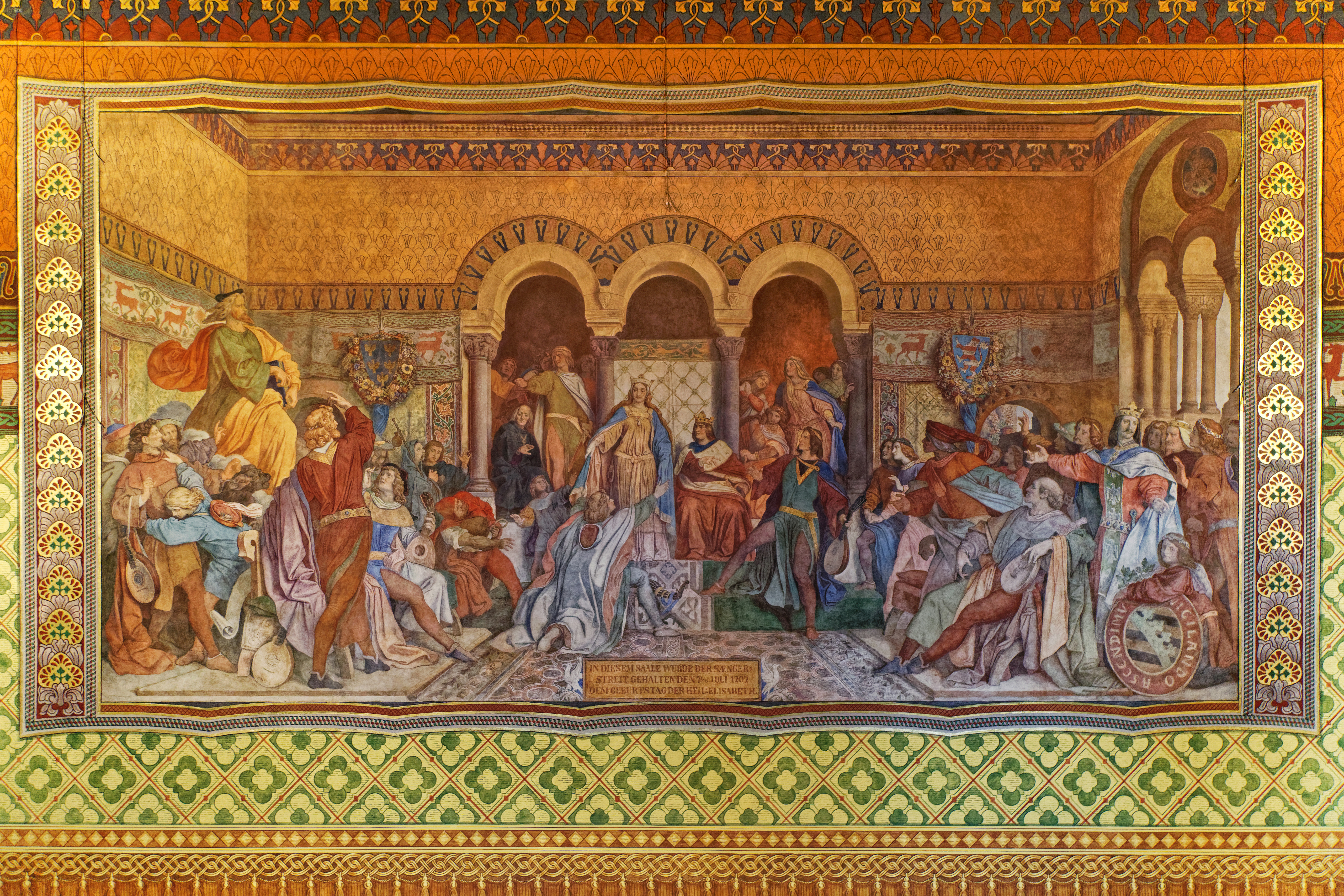
Состязание певцов. 1854—1855. Фреска. Зал певцов, Замок Вартбург
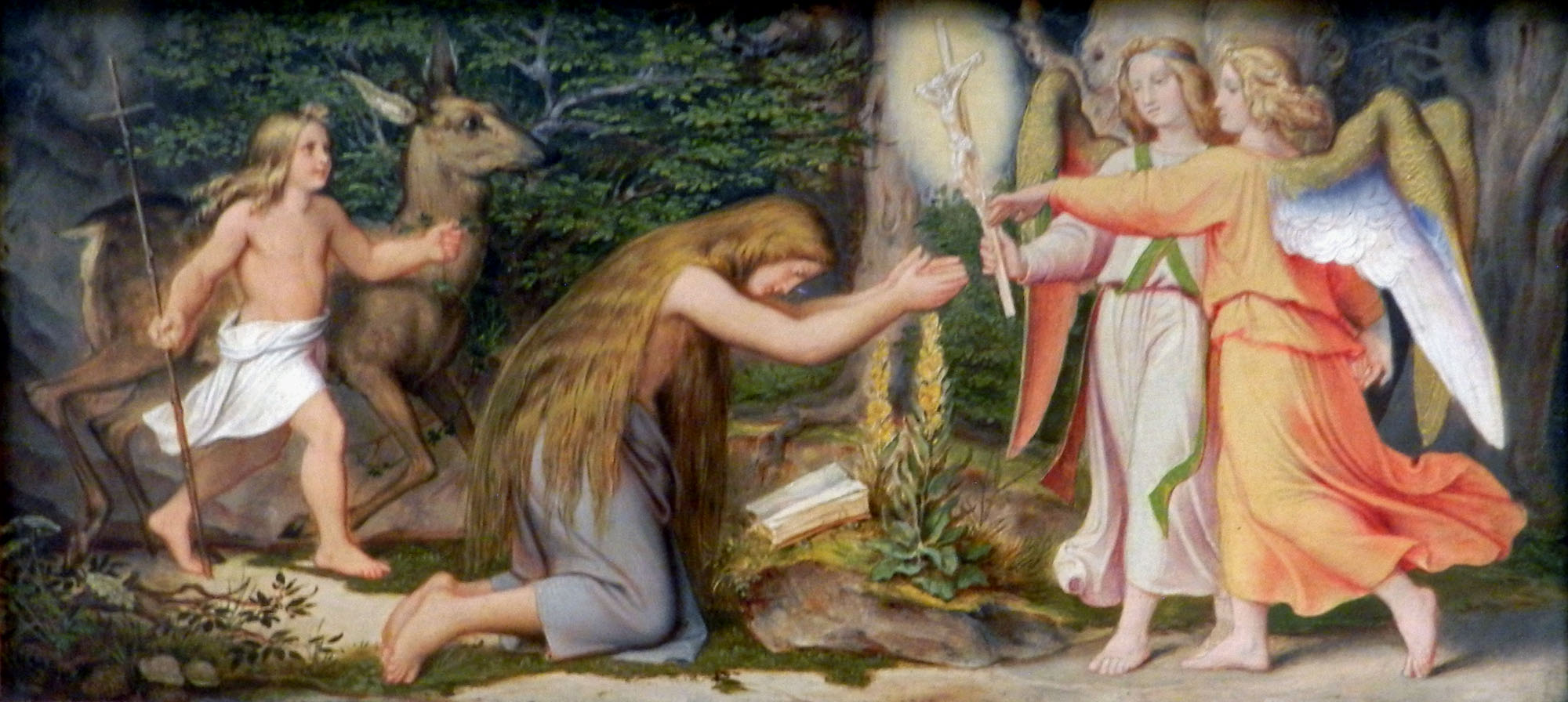
Геновева в пустыне. Музей Рейнхарта в городском саду, Винтертур, Швейцария
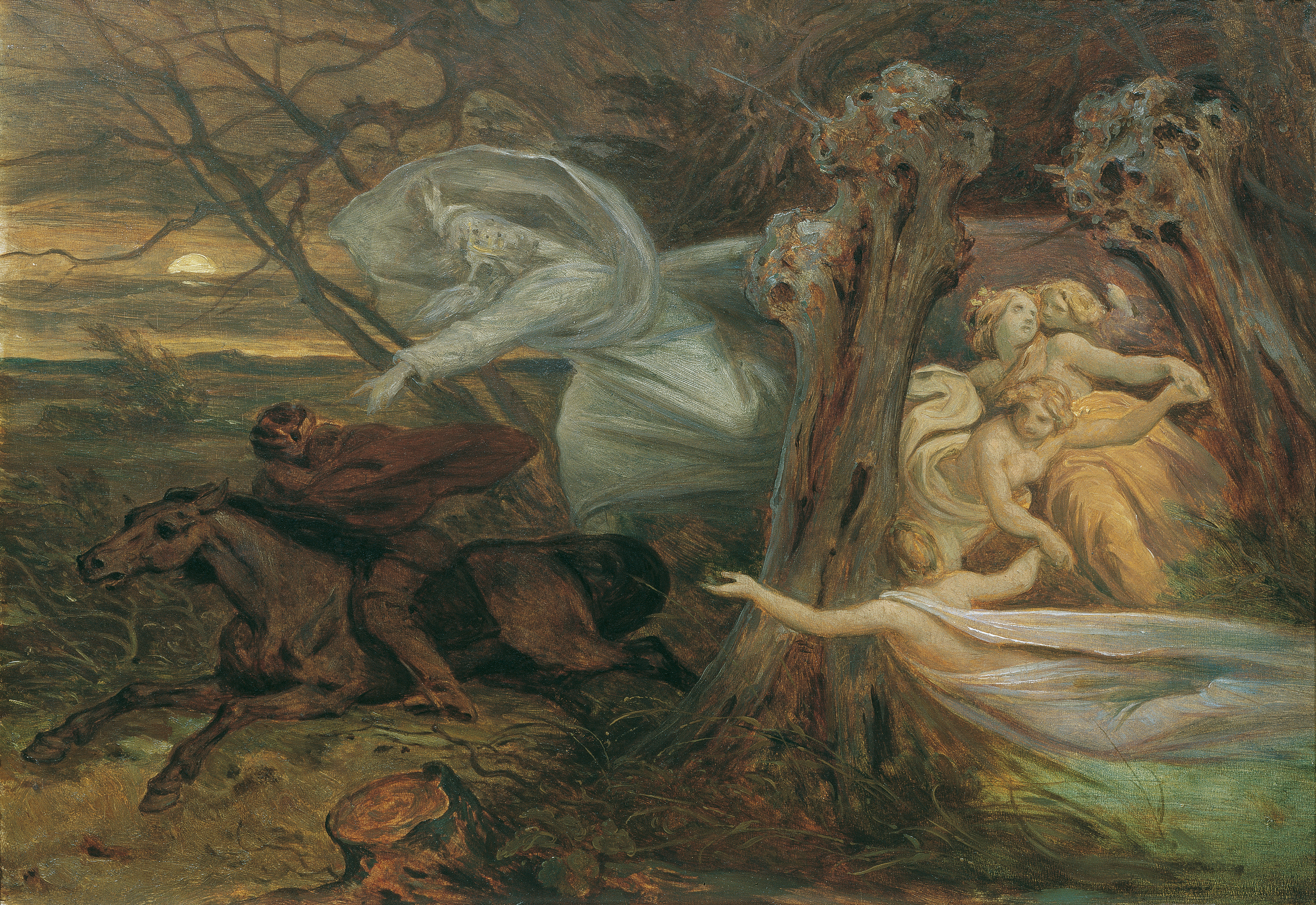
Лесной царь. Ок. 1830. Дерево, масло. Галерея Бельведер, вена
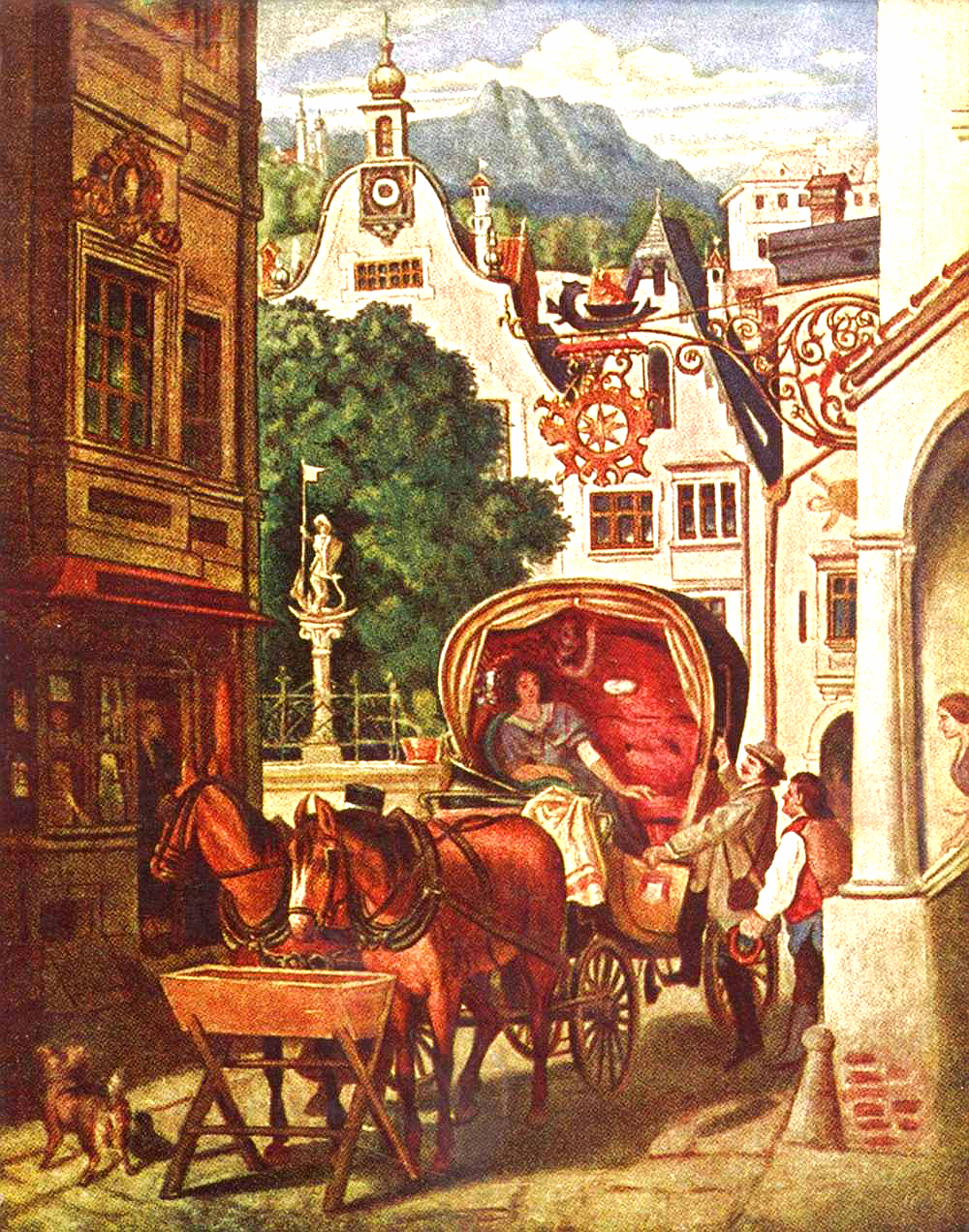
Свадебное путешествие. 1867. Дерево, масло. Галерея Шака, Мюнхен
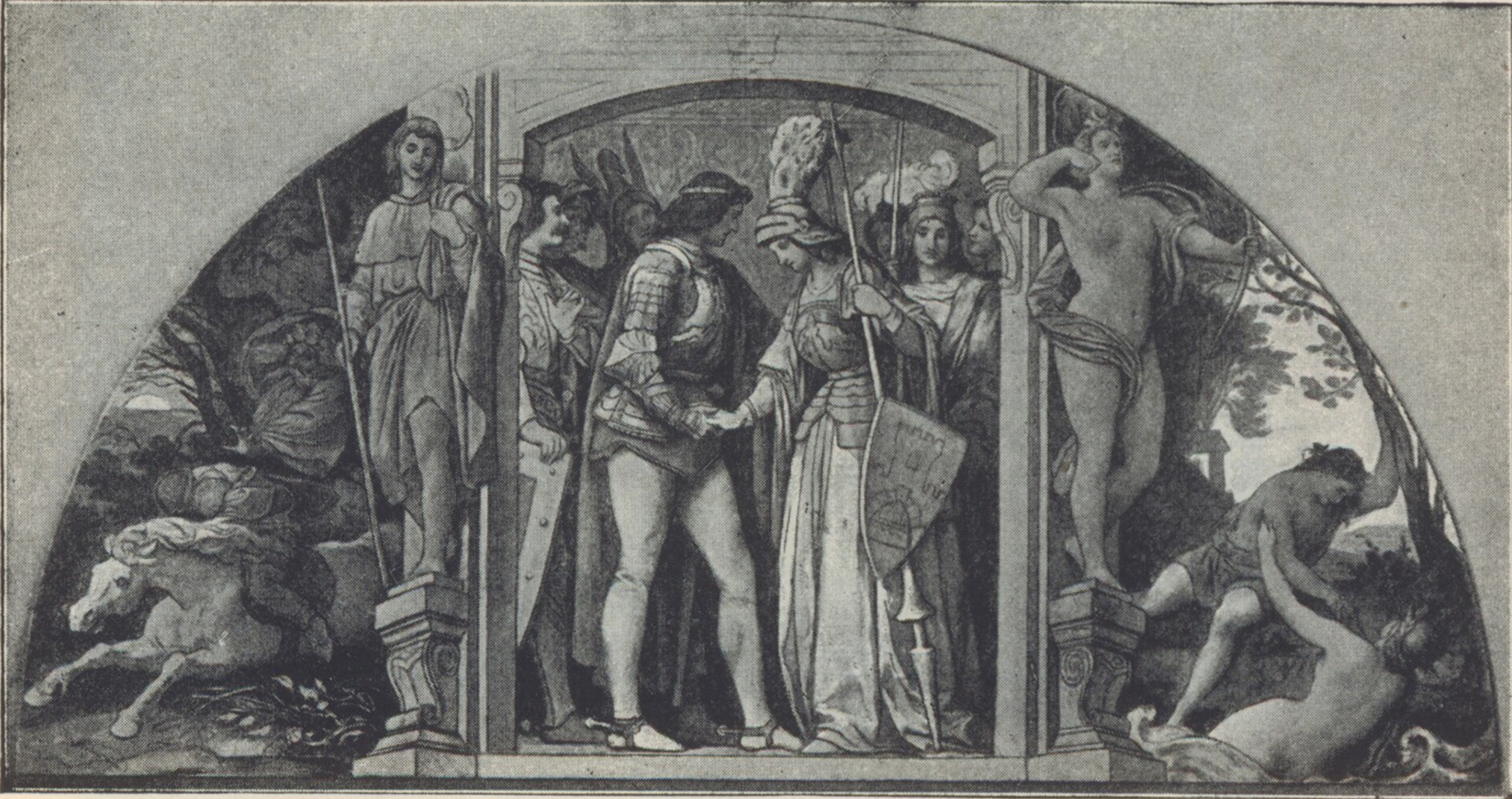
«Люнет Шуберта». 1869. Новая опера, Вена.
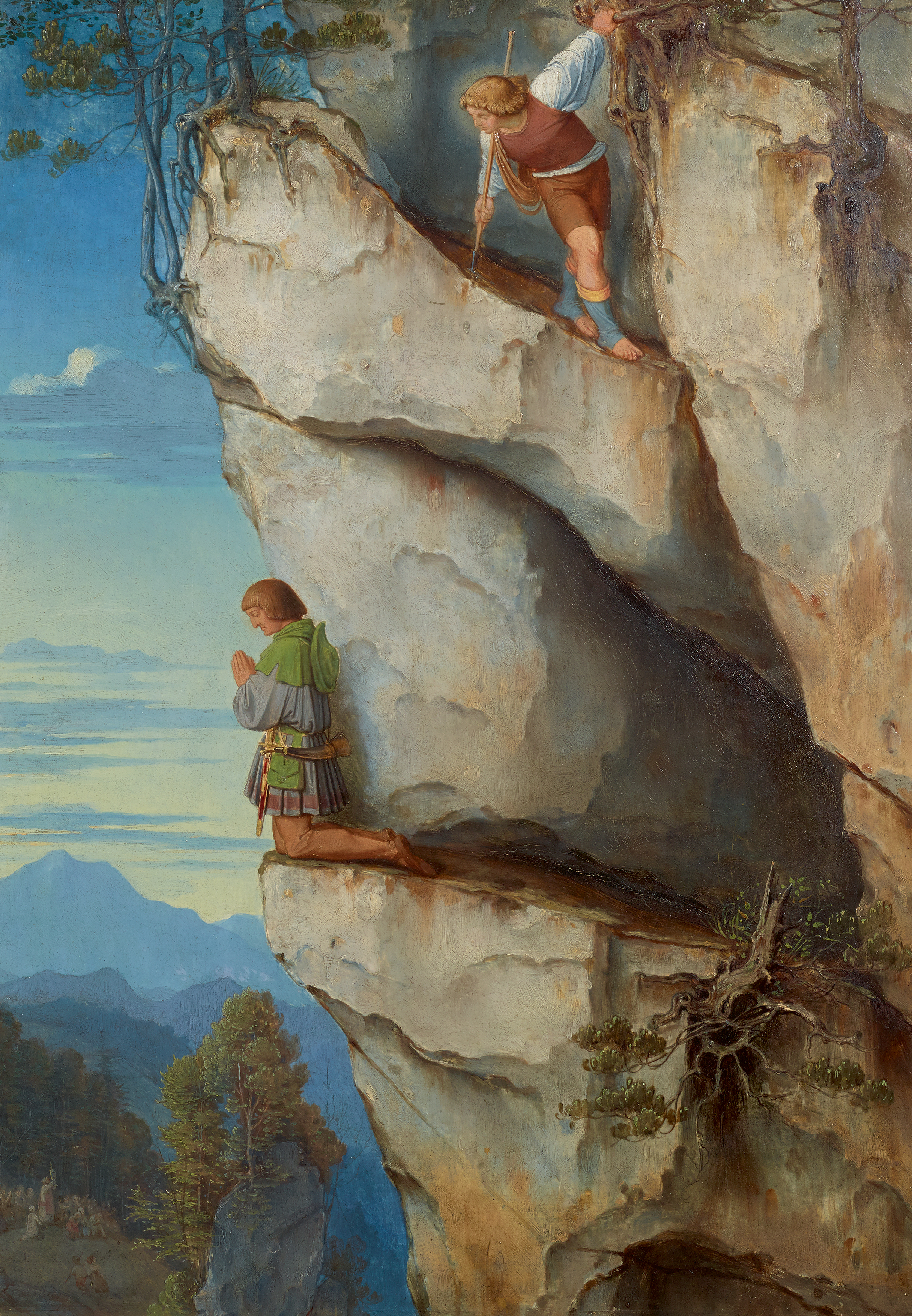
Король Максимилиан I в Мартинсванде. Ок. 1860. Дерево, масло. Музей истории искусств, Вена
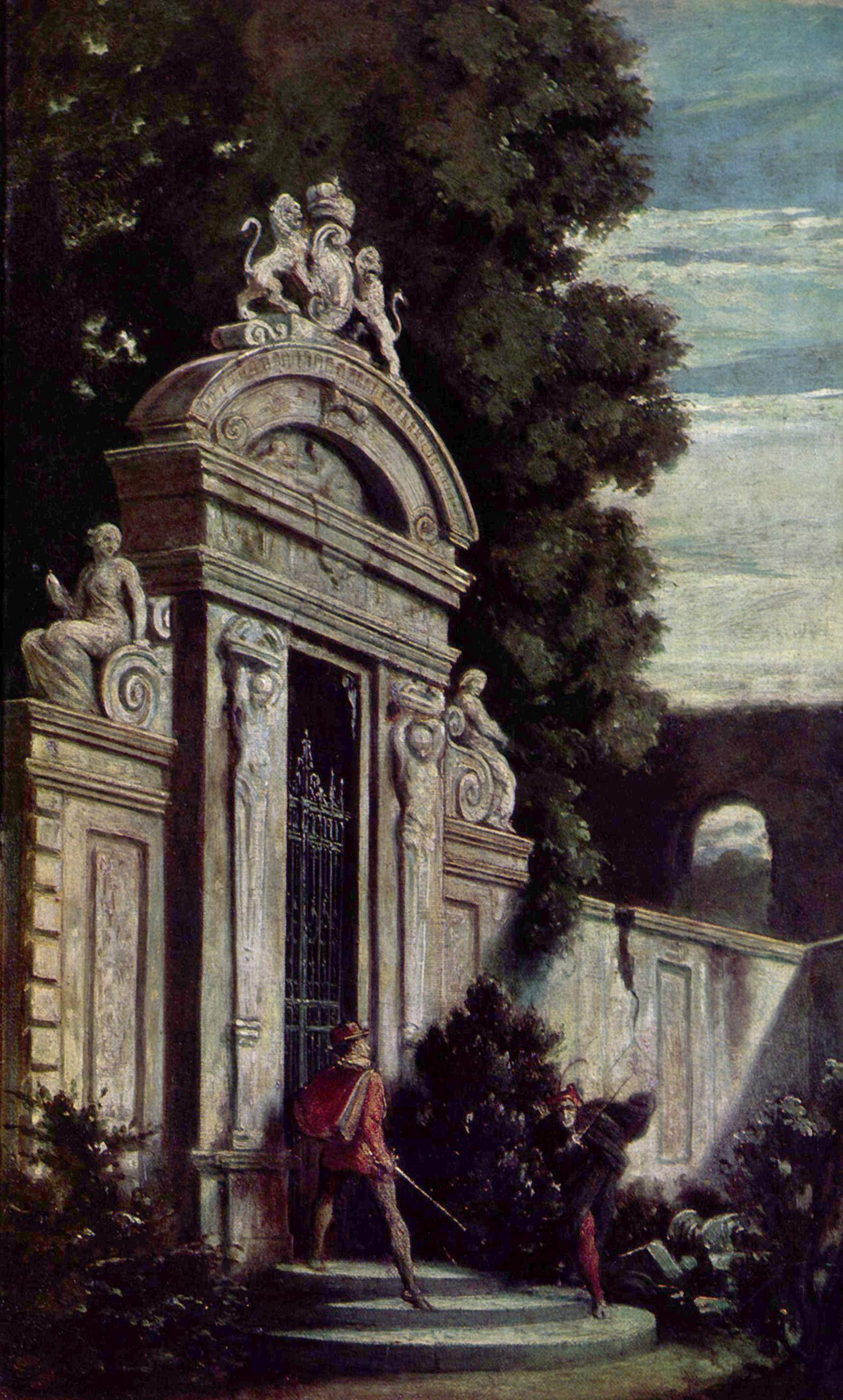
Ночная дуэль у садовых ворот. 1850-1860. Холст, масло. Галерея Шака, Мюнхен
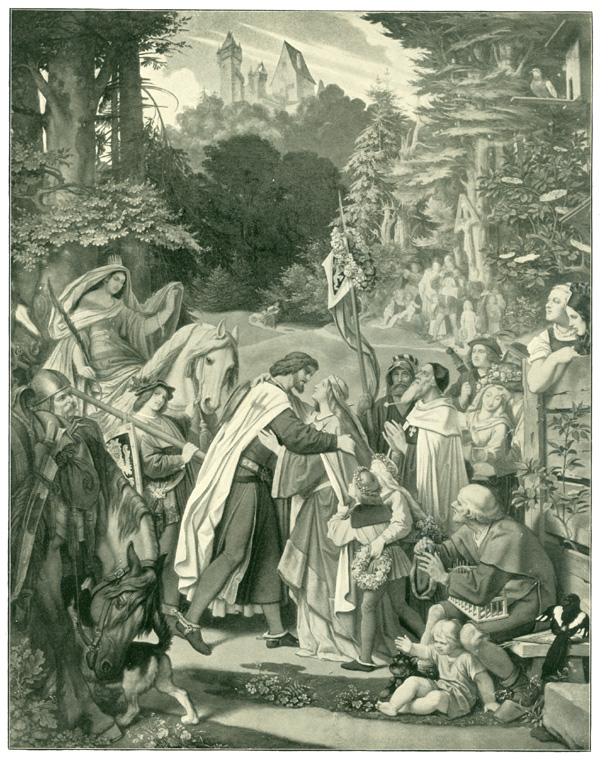
Возвращение графа фон Глейхена. 1864[13].